# Adolf Tannert
Gustav Adolf Tannert (Rummelsburg, 1º novembre 1875 – Zehlendorf, 30 gennaio 1961) è stato un ginnasta tedesco.
Partecipò ai Giochi della II Olimpiade che si svolsero a Parigi nel 1900. Prese parte all'unica gara di ginnastica in programma, in cui giunse centodiciottesimo.